# Dubrovnik
Dubrovnik (Italiaans en Duits: Ragusa; Hongaars: Raguza; Latijn: Rausium, later Ragusium) is een havenstad in Dalmatië, een regio in Kroatië, aan de Adriatische Zee. De stad heeft 41.562 inwoners (2021) en is de hoofdstad van de provincie Dubrovnik-Neretva.

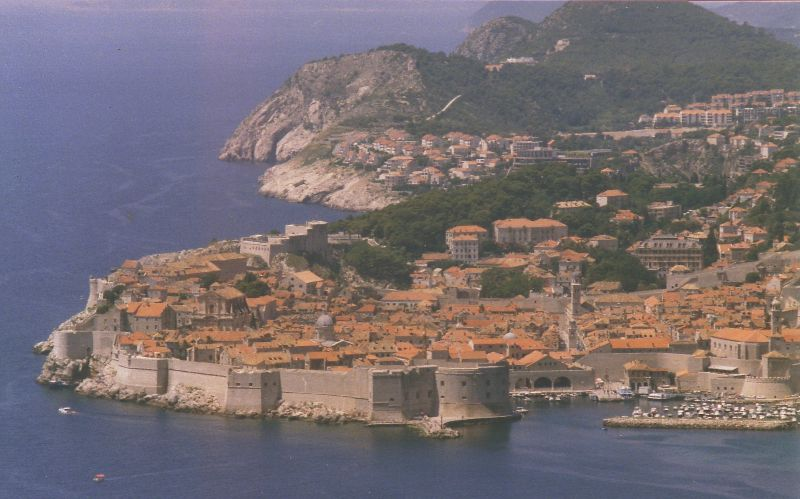
Dubrovnik vanuit de lucht

Dubrovnik, dat gelegen is onder de berg Srđ, wordt als een van de mooiste steden van de Adriatische kust beschouwd en wordt daarom ook wel de 'Parel van de Adriatische Zee' genoemd. De oude, compleet ommuurde vestingstad van Dubrovnik staat op de Werelderfgoedlijst van de UNESCO.
Voor de Blasiuskerk staat Roland, de schutspatroon van de stad. Historische monumenten zijn verder het Franciscanerklooster (met een mooie, 14e-eeuwse kruisgang), de nog intacte zeer oude Apotheek, alsook het aparte Dogepaleis. De oude haven werd al gebruikt toen de Levantijnen hier in de 7e eeuw binnenvoeren. De vele roodgedakte patriciërshuizen en paleizen stammen uit de 17e eeuw. Door de hele stad zijn vele fonteinen aangelegd (Onofrio-fontein) die hun water, dat door 16 reservoirs wordt geleid, alle krijgen van bergbronnen. Het culturele leven kreeg impulsen van o.a. Lord Byron, de Engelse romantische dichter, die hier een tijdje woonde en werkte, en George Bernard Shaw die hier enige weken te gast was bij een bevriend schrijver.
Er zijn veerdiensten tussen Dubrovnik en andere steden aan de Adriatische Zee, zoals Bari en Ancona in Italië alsmede de Kroatische havensteden Rijeka, Zadar en Split. Sinds 26 juli 2022, na de inhuldiging van de Pelješacbrug, is de stad ook over land met de rest van het Kroatisch grondgebied verbonden, zonder een voorheen nodige passage door Bosnië en Herzegovina.

## Geschiedenis
Dubrovnik werd in de 7e eeuw gesticht door geromaniseerde Illyriërs uit Epidauros (het huidige Cavtat) en de gevluchte Iliryriers uit de stad Salona (het huidige Solin), op de vlucht voor de binnenvallende Slaven (Avaren) . Zij stichtten de stad in de 7e eeuw – onder de naam Lausa – op het schiereiland van het huidige Dubrovnik . Met de komst van Venetië in 1205 is de naam Ragusa geworden. De Slavische naam van de stad, Dubrovnik, kwam er pas na de terugtrekking van Venetië 1797 en na de val van Habsburgse rijk in 1919.
Na een tijd onder de bescherming van het Byzantijnse Rijk te hebben geleefd, kwam Ragusa na de Vierde Kruistocht onder Venetiaans bestuur (1205-1358). Bij de Vrede van Zadar in 1358 werd de stad een vazalstaat van het Koninkrijk Hongarije.
Onder Hongaars bestuur werd in 1382 Ragusa volledig zelfbestuur verleend. De stad behoefde slechts een schatting aan de koning te betalen en Hongarije bij te staan met haar vloot. Aldus werd Ragusa een vrije stadstaat. De stad werd ommuurd en voorzien van twee havens in Ragusa en Cavtat. De republiek breidde gestaag haar grondgebied uit. In 1272 veroverde Ragusa het eiland Lastovo, in de 14e eeuw Pelješac, Mljet en de littoral rondom Ragusa zelf. In 1427 werd de Konavle toegevoegd aan de republiek.
De Republiek Ragusa bereikte het hoogtepunt van haar macht in de 15e en de 16e eeuw, toen de zeemacht van Ragusa kon wedijveren met die van Venetië en andere Italiaanse zeestaten. Het motto van de stad, Libertas, stamt uit die tijd en verwijst naar de vrijhandel waarvan Ragusa sterk profiteerde. Toen in 1492 Spanje en Portugal hun Sefardische joden uitwezen, zochten enkelen van hen hun toevlucht in Ragusa. Zij gebruikten hun connecties met andere Sefardiem in Europa en het Ottomaanse Rijk om handel te drijven.
Het lot van Ragusa was nauw verbonden met het lot van het Ottomaanse Rijk. Venetië en Ragusa ondersteunden de Ottomanen en de Gujarati tegen de Portugezen in de Slag van Diu (1509). Deze slag werd echter verloren en de handelsroutes verplaatsten zich van de Middellandse Zee naar Indië, dat in handen was van de Portugezen. In 1526 accepteerde Ragusa de opperheerschappij van de Ottomaanse sultan en betaalde de sultan tribuut. Een crisis in de Middellandse Zeehandel en de rampzalige aardbeving van 1667 maakten een einde aan de bloeiperiode van de republiek. De aardbeving verwoestte vele gebouwen en de rector kwam om. Hoewel Ragusa zich herstelde, was de republiek slechts een schim van zijn vroegere zelf.
Bij de Vrede van Karlowitz van 26 januari 1699 werden twee kleine grensgebieden in het noordwesten en in het zuidoosten van Ragusa geschonken aan het Ottomaanse Rijk, om op die manier te voorkomen dat de Republiek Venetië – in die tijd de grootste bedreiging voor Ragusa – via land Ragusa kon aanvallen. Als gevolg van dit verdrag maakt de kustplaats Neum (in het noordwestelijke overgedragen gebied) nog steeds deel uit van Bosnië en Herzegovina en niet van Kroatië. De Kroatische regering wil deze onderbreking in de aaneensluiting van het Kroatische grondgebied omzeilen door een brug aan te leggen naar het schiereiland Pelješac dat voor de kust van Neum ligt en wel deel uitmaakt van Kroatië. Het zuidoostelijke overgedragen grensgebied ligt in Montenegro.
In 1776 was Ragusa de eerste staat die de jonge Verenigde Staten van Amerika erkende.
In 1806 gaf de stad zich over aan de Fransen onder Napoleon om een Russisch-Montenegrijnse belegering te beëindigen (tijdens de belegering werd de stad belaagd door 3000 kanonskogels). De stad werd gered, maar in 1808 schafte maarschalk Marmont de republiek af en werd haar grondgebied ingelijfd bij de Illyrische provincies.
Na de Eerste Wereldoorlog werd het gebied een deel van Joegoslavië. Tijdens de Kroatische onafhankelijkheidsoorlog, in december 1991, werd het historische centrum door het Joegoslavische leger vanuit de bergen beschoten en zwaar beschadigd. Deze daad werd door het Joegoslaviëtribunaal gekwalificeerd als oorlogsmisdaad, en de commandant Pavle Strugar werd veroordeeld tot zevenenhalf jaar gevangenisstraf.
Na de oorlog werd het gebied een Kroatische exclave, dat los kwam te liggen van de rest van het Kroatische grondgebied doordat de kustplaats Neum onder Bosnisch bestuur kwam. In 2002 werd aan de noordwestzijde van de stad de Franjo Tuđmanbrug (most Dubrovnik) geopend.

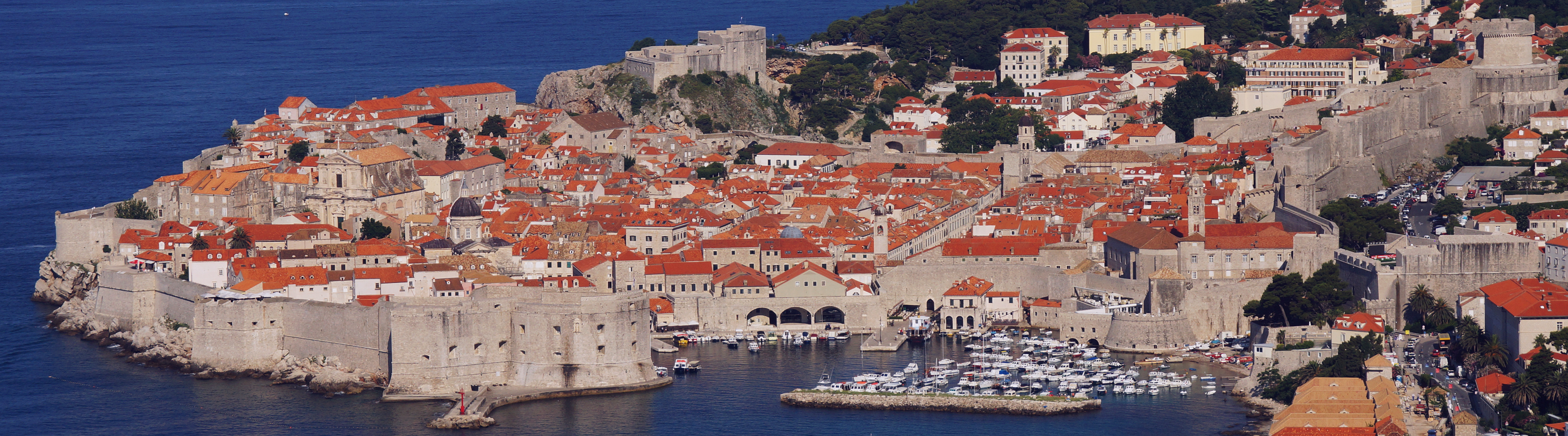
Mediterraan panorama van de volledige oude stad van Dubrovnik (Werelderfgoedlijst) met inbegrip van stadsmuren en vestingwerken (foto: uitzicht vanuit het oosten)

## Partnersteden
- Sarajevo (Bosnië en Herzegovina)

## Geboren in Dubrovnik
- Benedetto Cotrugli (1410-1469), handelaar en humanistisch geleerde
- Marin Držić (1508–1567), Kroatische toneel- en prozaschrijver
- Ivan Gundulić (1589–1638), dichter uit de barok
- Ruđer Bošković (1711–1787), wetenschapper en dichter in de achttiende eeuw
- Božo Broketa (1922–1985), Kroatisch voetballer
- Mateo Beusan (1951), Kroatisch voetbalscheidsrechter
- Zvonimir Deranja (1979), voetballer
- Emir Spahić (1980), Bosnisch voetballer
- Sanja Jovanović (1986), zwemster
- Alen Halilović (1996), Kroatisch voetballer

## Trivia
- Dubrovnik werd gebruikt als decor voor de stad King's Landing in de televisieserie Game of Thrones.

## Afbeeldingengalerij

Station in 1968
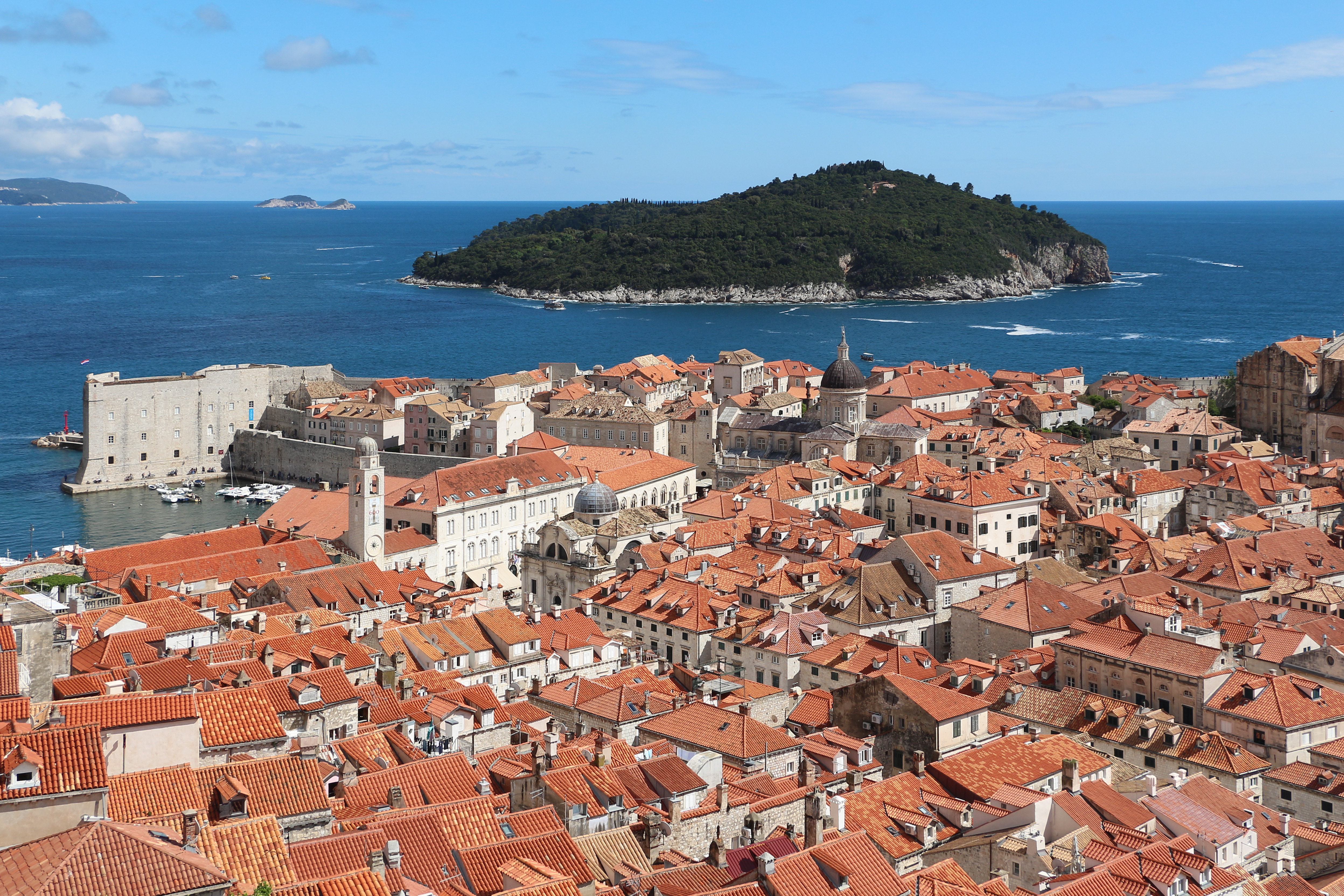
Oude stad (2019)
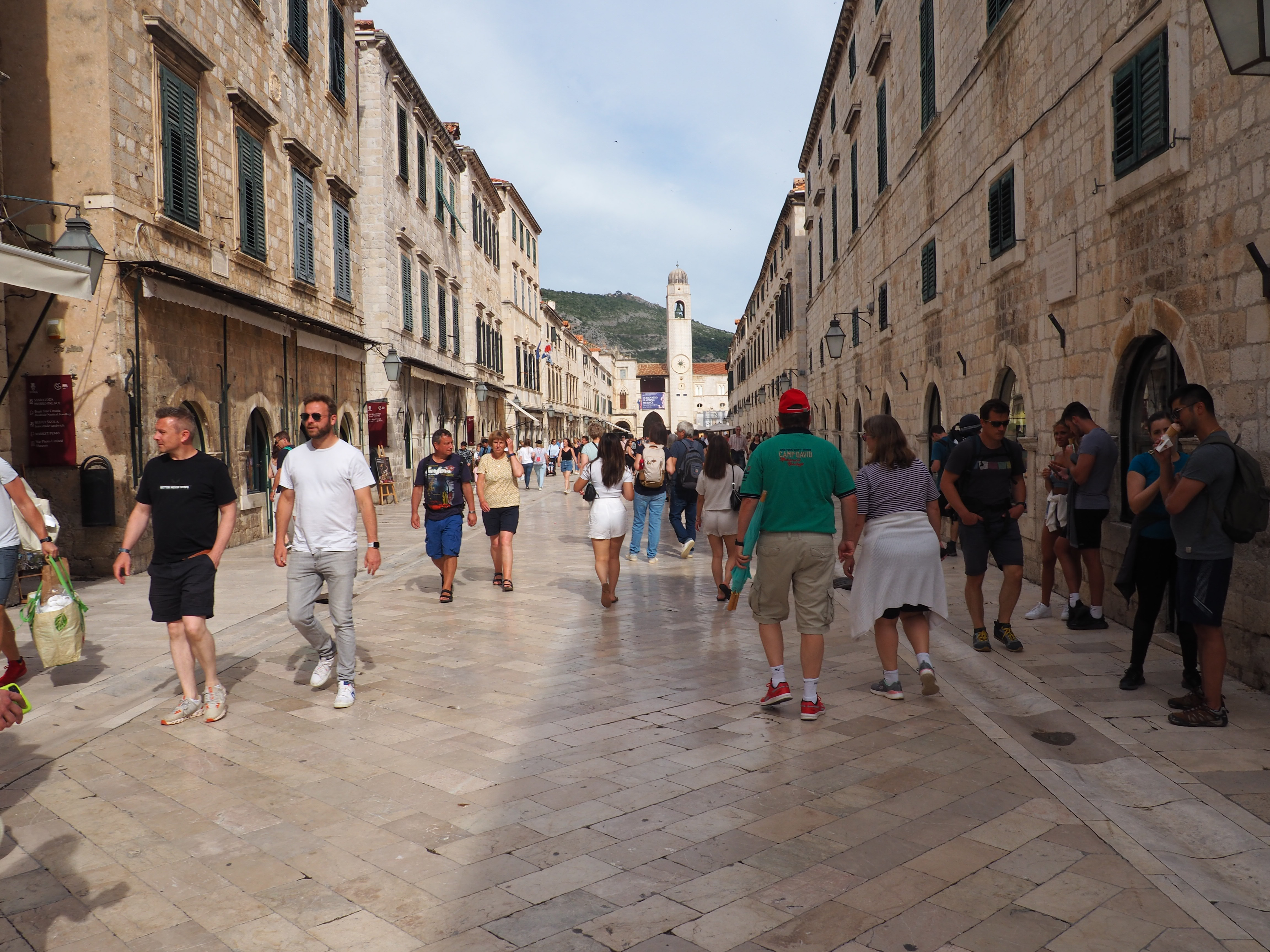
Straatbeeld (2022)
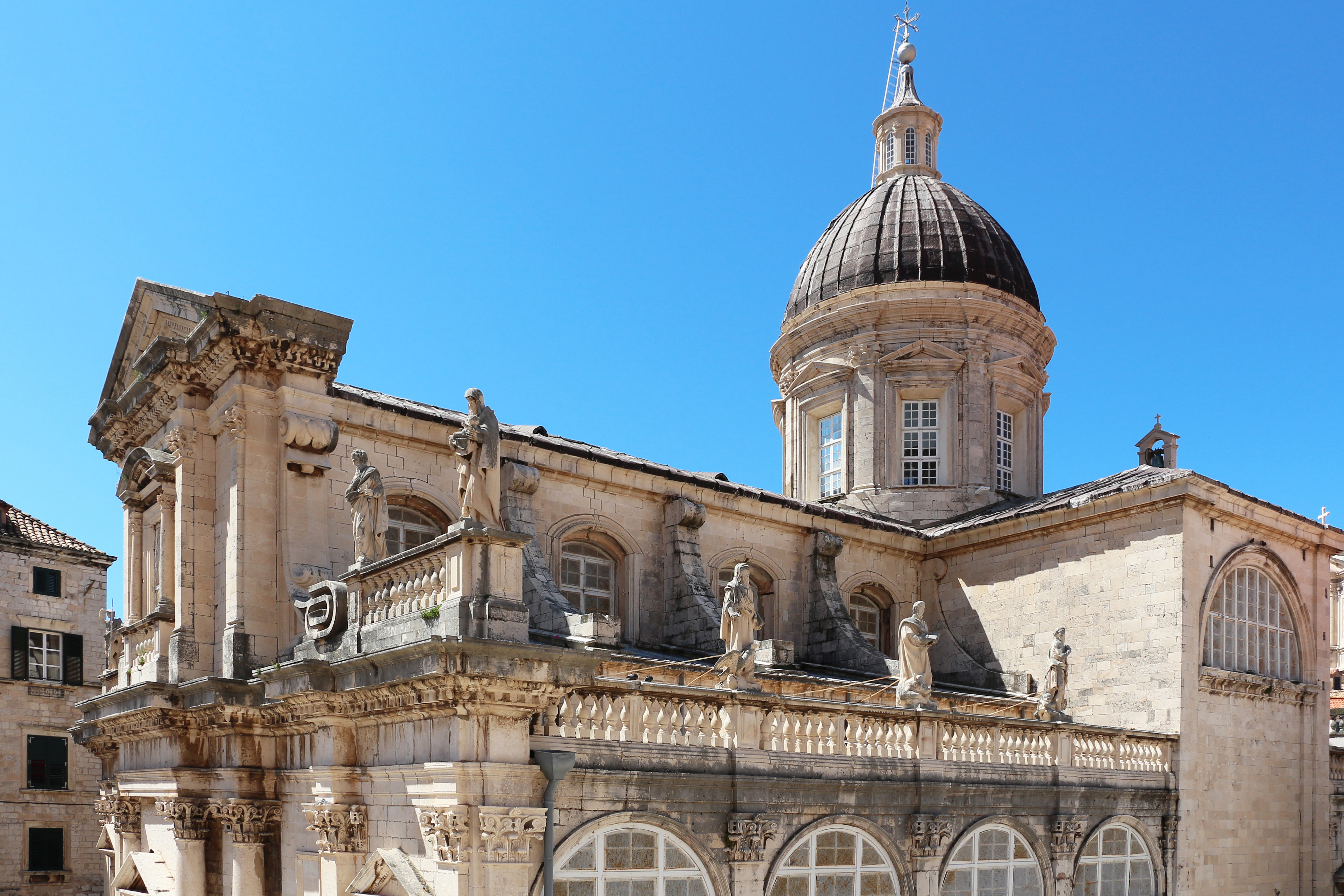
Kathedraal van buiten
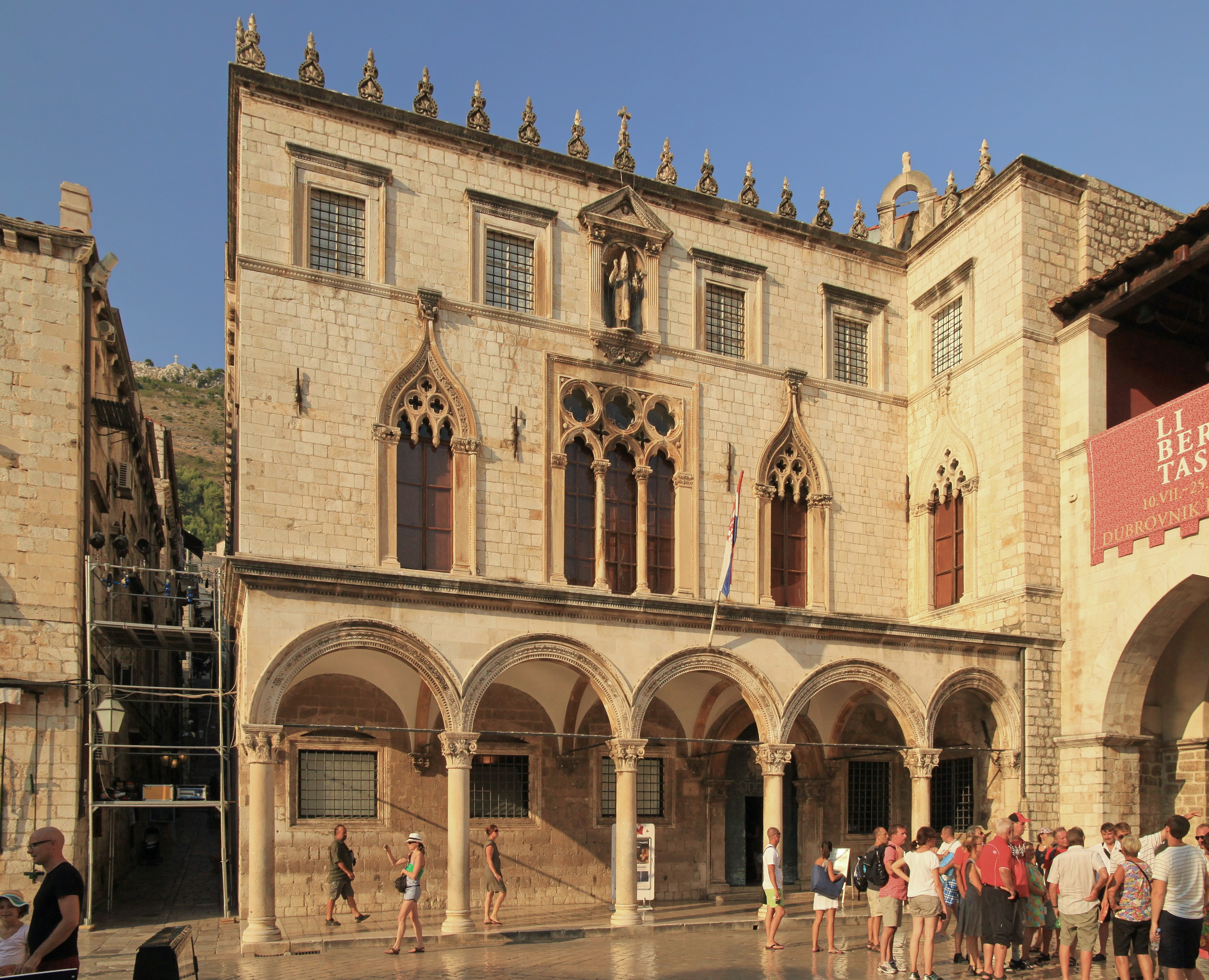
Pałac Sponza
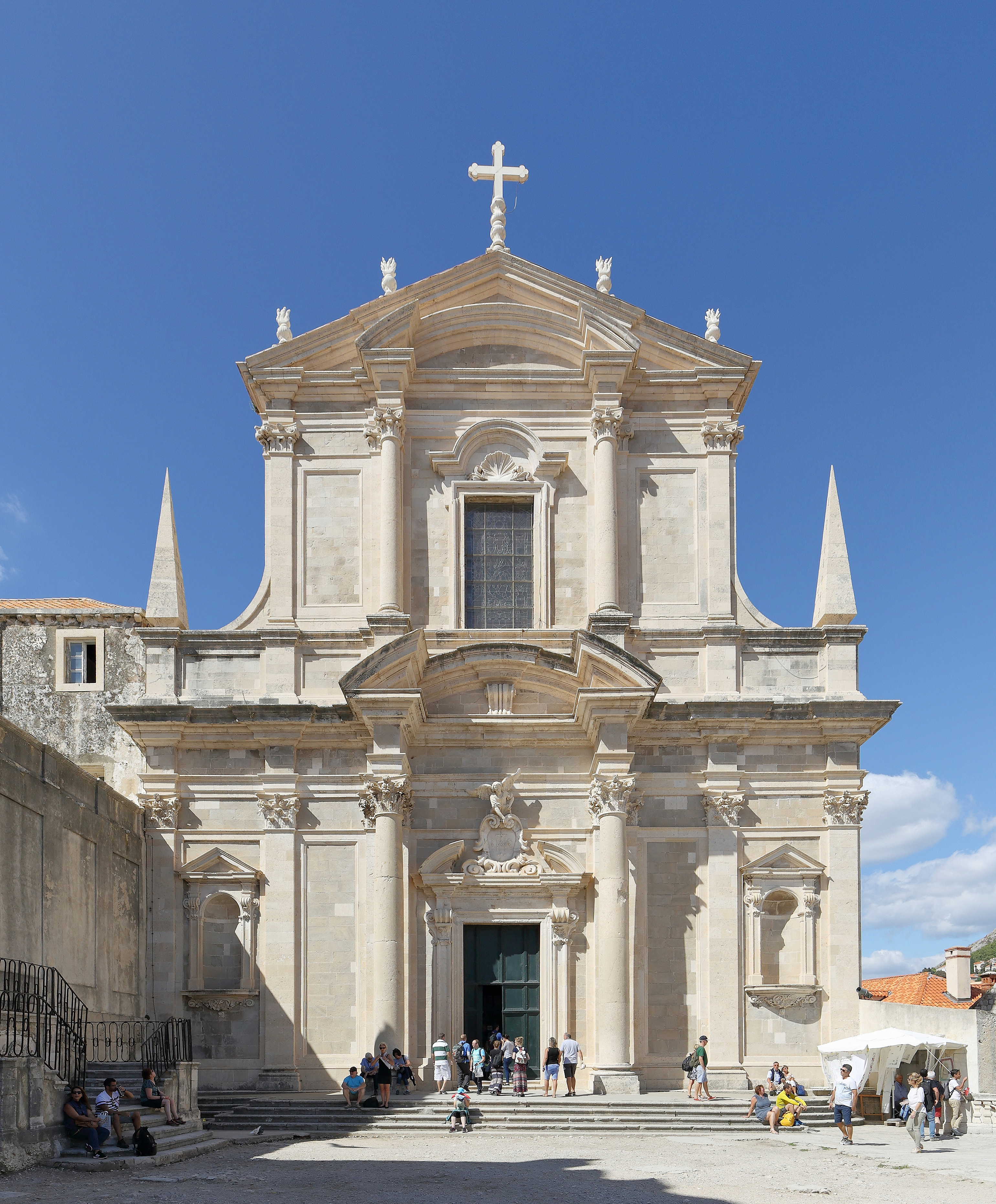
Sint-Ignatiuskerk
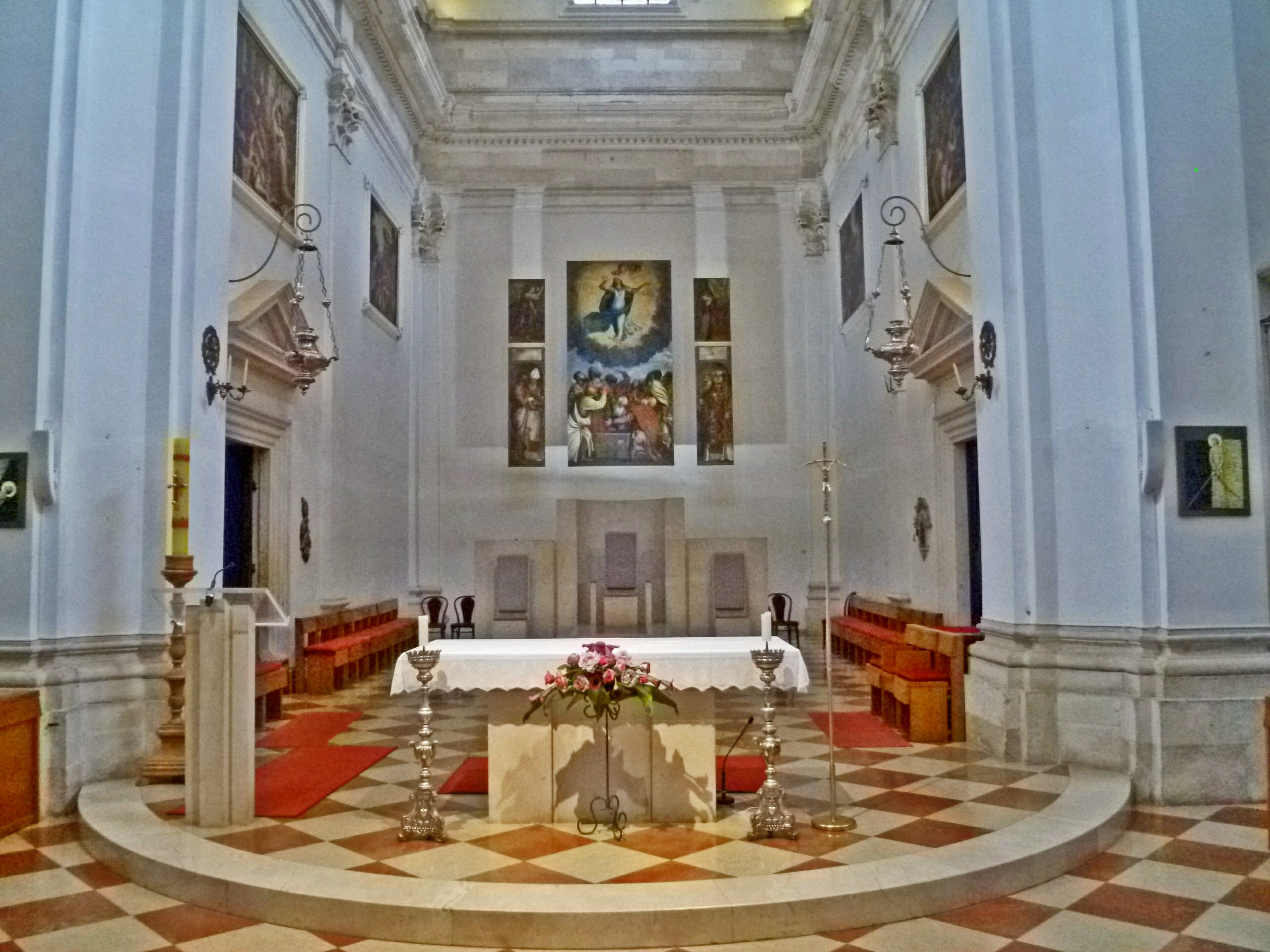
Kathedraal van binnen
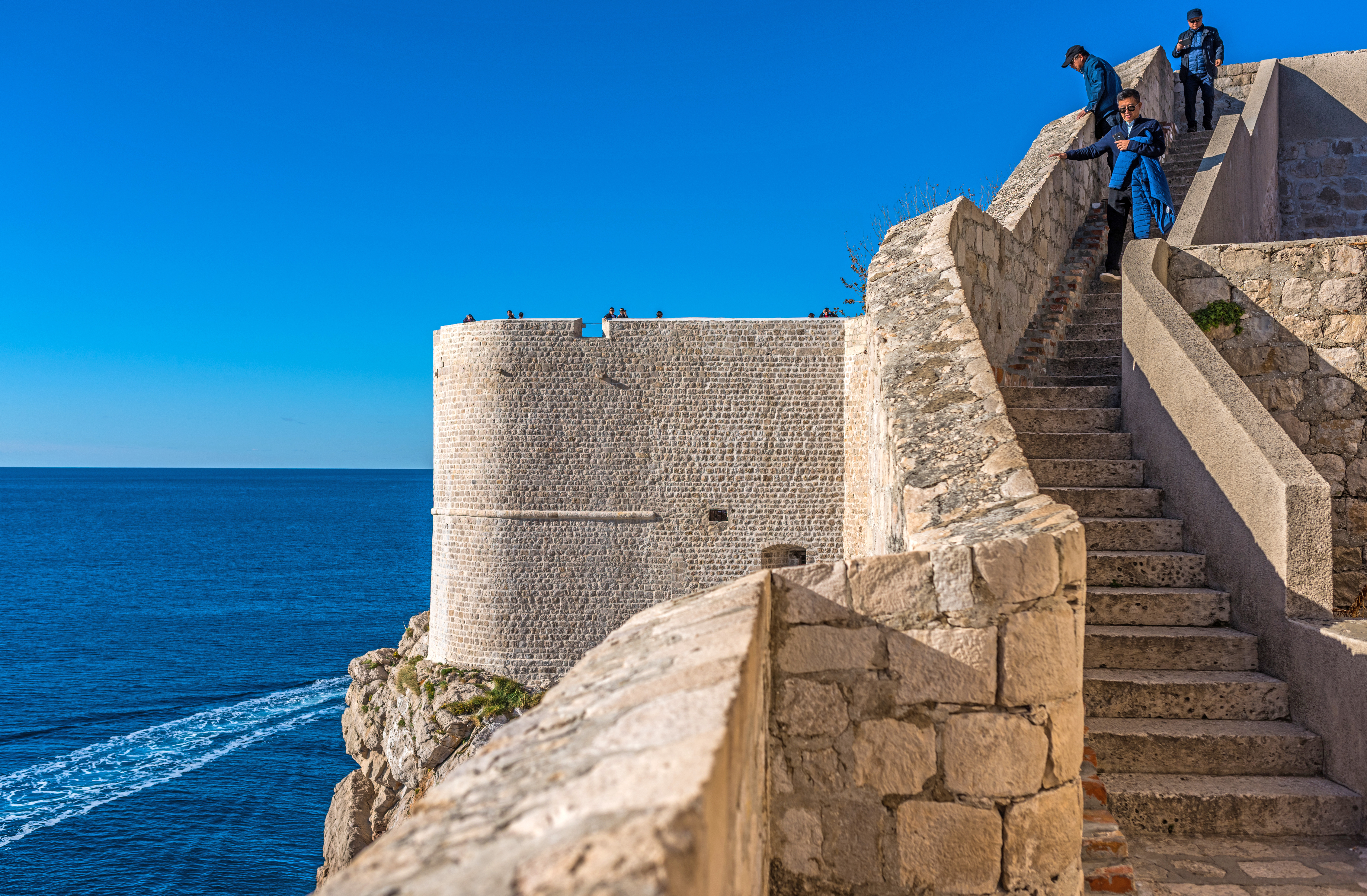
Stadsmuur
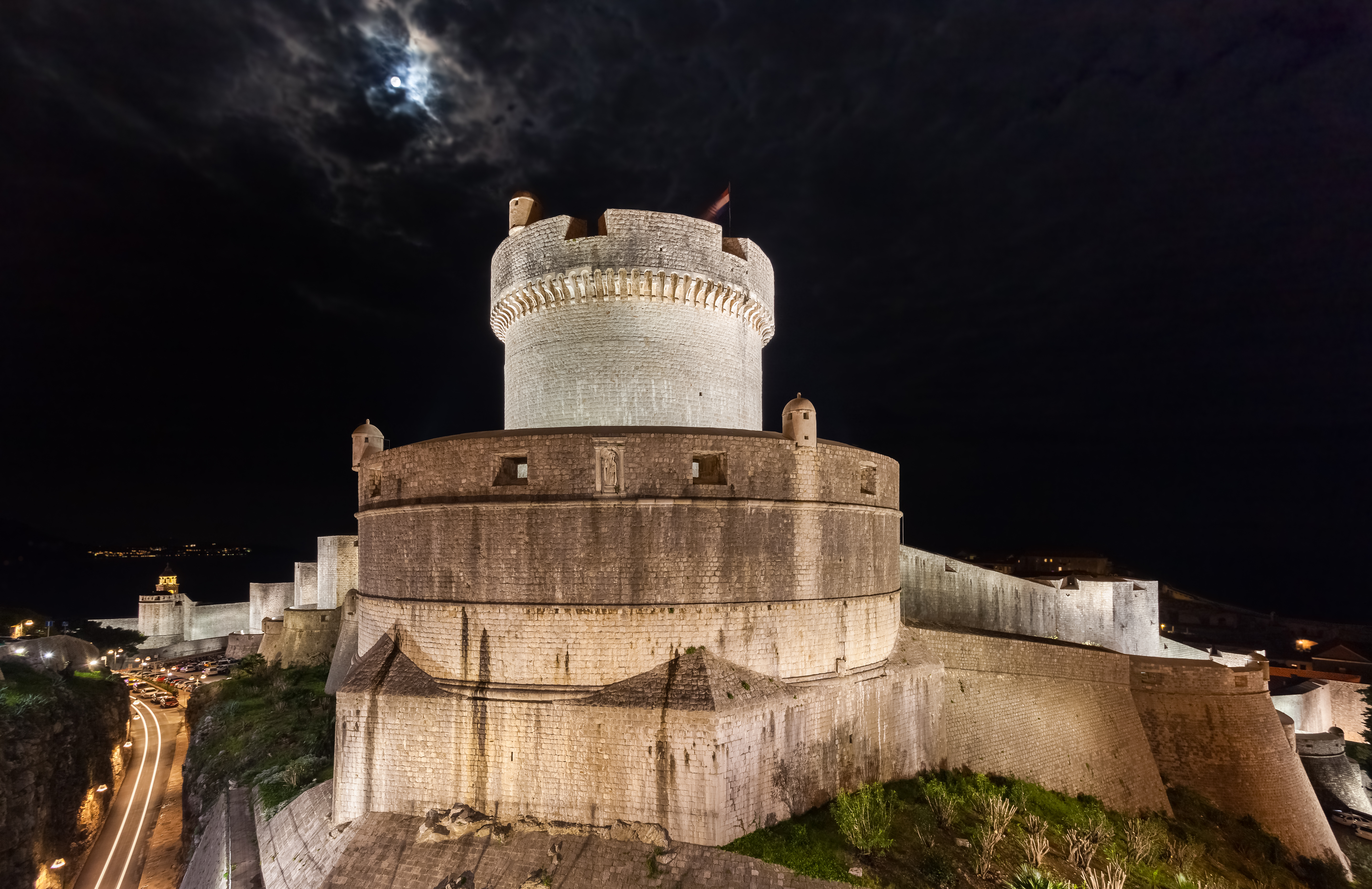
Het Minčetafort
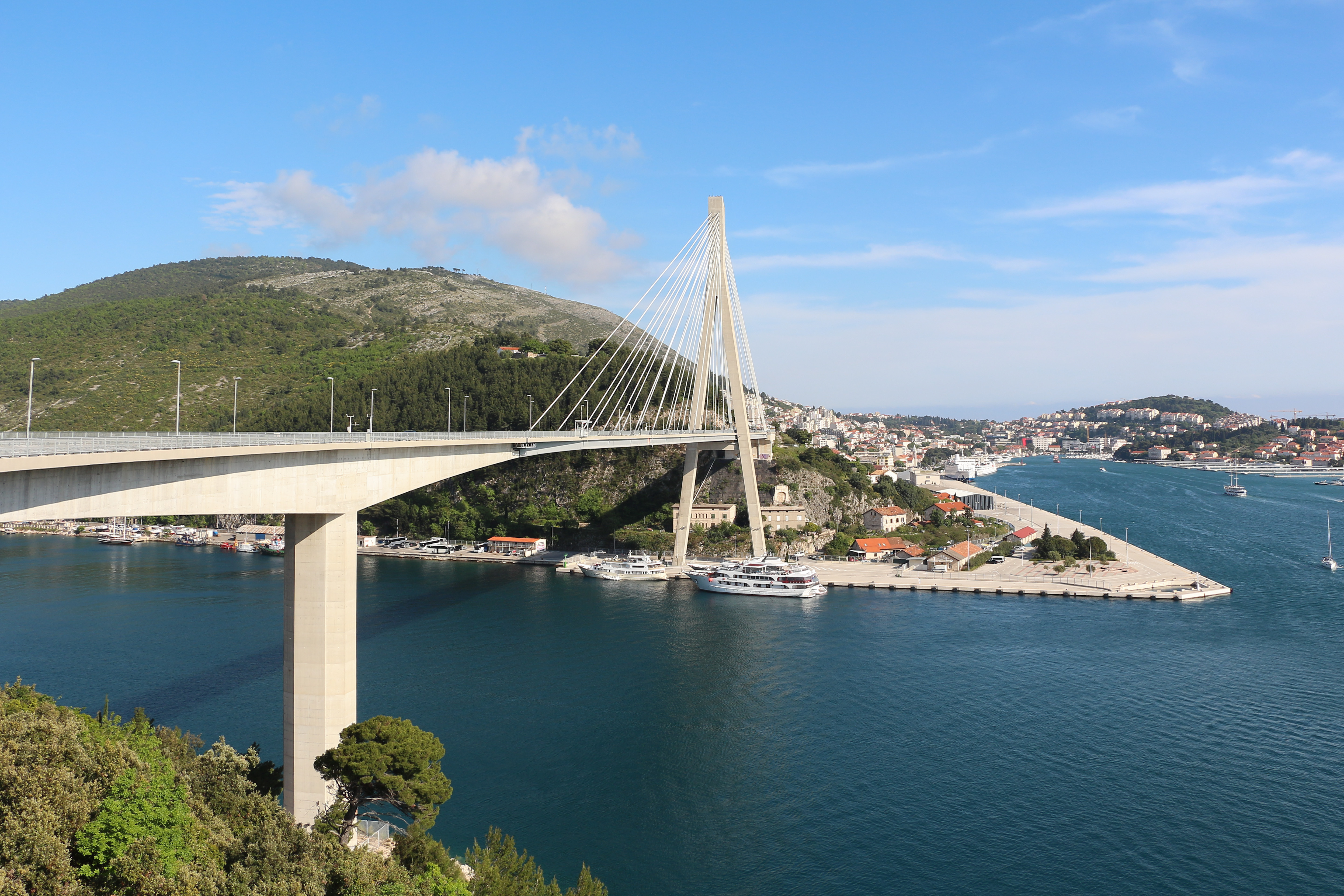
Franjo Tuđmanbrug
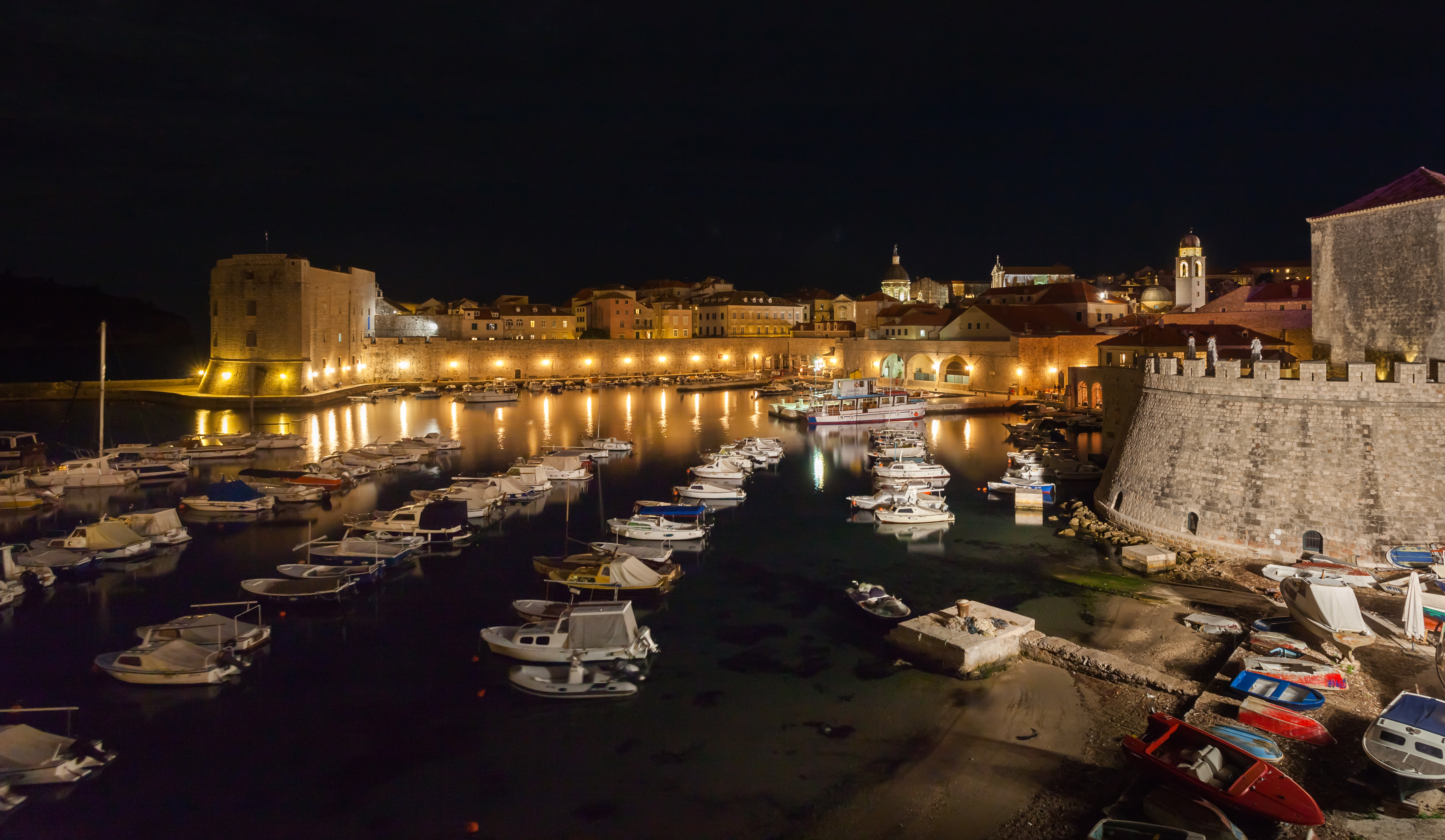
Haven
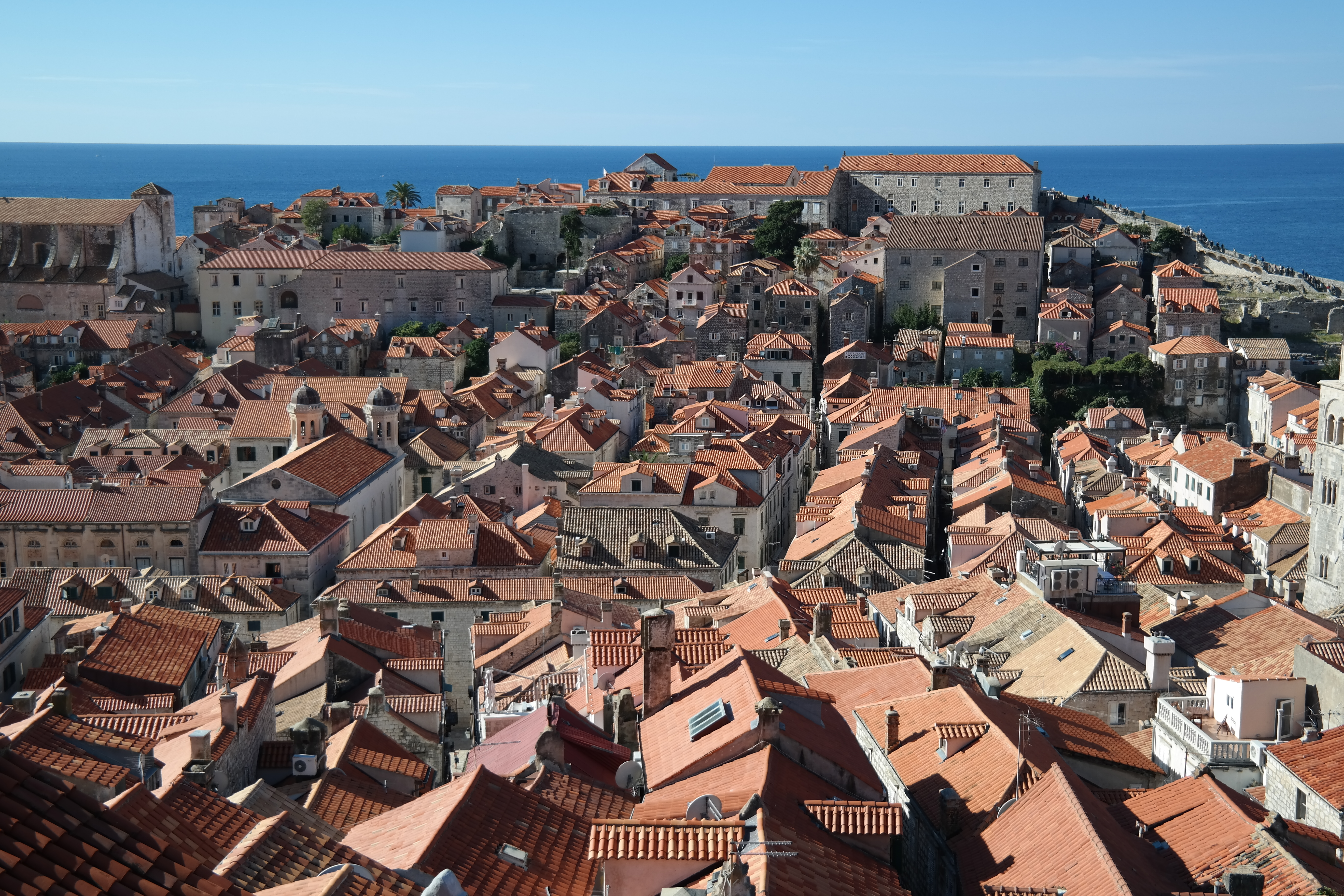
De rode daken